# Spodoptera obstans
Spodoptera obstans är en fjärilsart som beskrevs av Walker 1865. Spodoptera obstans ingår i släktet Spodoptera och familjen nattflyn. Inga underarter finns listade i Catalogue of Life.